# Небојша Вујовић
Небојша Вујовић (Призрен, 1957) бивши је српски и југословенски дипломата.

## Биографија
Рођен је 1957. године у Призрену. Његов отац Андрија био је службеник СУП-а, мајка Илинка учитељица, касније професор књижевности. Породица се селила из места у место (Призрен, Ђаковица, Приштина), па је Небојша мењао школе. Студирао је и завршио права на Правном факултету у Приштини. Одмах после факултета ушао у дипломатију. Године 1993. био је секретар у југословенској амбасади у Вашингтону.
Био је вицеконзул СРЈ у Сиднеју, у Аустралији, а након тога као политички дипломата и шеф Мисије СРЈ у Сједињеним Америчким Државама.
Био је амбасадор у МИП-у, помоћник министра спољних послова и председник Комитета за сарадњу с КФОР-ом и УНМИК-ом. Био је изасланик председника Владе Србије у периоду од 2004.-2009.
Учествовао је на мировној конференцији у Дејтону, као и на војно-техничким преговорима у Куманову, који су резултирали споразумом о прекиду НАТО бомбардовања СРЈ. Кумановски споразум је преточен у резолуцију Савета безбедности УН 1244.

На преговорима у Дејтону имао је значајну улогу. По његовом сведочењу „сви папири у Дејтону ишли преко њега“. У јавности је познат по сцени у којој га је тадашњи предеседник СРЈ Слободан Милошевић гађао папирима које му је донео као предлог САД о решавању питања мира на простору Косова и Метохије. Догађаје везане за преговоре детаљно је описао у својој књизи Последњи лет из Дејтона. Преговори иза затворених врата.
„Одмах после доручка пришао ми је Џон Барли и рекао да морамо да разговарамо насамо. Устао сам и пошли смо ка нашој конференцијској сали у хотелу. Барли је извадио документ од отприлике десет, петнаест страница, ставио га на сто и рекао: ‘Небојша, у хотелу ‘Холидеј ин’ већ неко време борави Бујар Букоши, Албанац из Франкфурта, који је представник Ибрахима Ругове у Европи. Он је у организацији својих пријатеља из Америке довео Ругову овде. И Ругова је у хотелу ‘Холидеј ин’, имали смо састанак са њима, и урадили смо предлог документа о решавању ситуације на Kосову.“ Рекао сам да је ово мировна конференција о БиХ, да Kосово није ни у каквом плану и затражио да ми објасни о чему се ради. Одговорио ми је да већ неколико месеци њихови експерти и дипломате разговарају са представницима Албанаца са Kосова како се ситуација, која је тамо неподношљива, некако умирила и нашла неко свеобухватно политичко решење за Kосово. Документ који је био на столу предвиђао је да се Kосову да широка аутономија како би Албанци били задовољни, да се изграде њихове институције, које су они давно напустили и да им се да могућност да сами уређују свој живот и развој. Централизовани утицај из Београда требало би да буде смањен, али је Барли тврдио да то решење подразумева останак Kосова у оквиру Србије и не предвиђа никакву независност. Став америчке администрације, а посебно групе конгресмена који су разговарали са председником Kлинтоном, био је да треба искористити мировну конференцију у Охају да се прошири тема да се пронађе свеобухватно решење и за Босну и за Kосово. Ту групу конгресмена су предводили Елиот Енгел, конгресмен из Њујорка, и Дејн Рорабахер, конгресмен из Kалифорније. Њих двојица су у протеклом периоду коспонзорисали барем 25 резолуција у америчком Kонгресу са разноразним осудама Србије због ситуације на Kосову. Према њиховом мишљењу, Kосово је била следеће потенцијална криза, која већ куца на врата, а о чему говоре свакодневне демонстрације у Приштини. Српска полиција некад примењује силу, некад не примењује, а Стејт департмент прати и реагује у складу с тим. Сматрали су да је сада прилика када се решава овако комплексан проблем БиХ, да се у пакету реши све. Барло ми је рекао: „Молим те, предај овај папир, који је доста уравнотежен и избалансиран, председнику Милошевићу. Реци му да су руководство САД и председник Kлинтон прихватили да се ова тема укључи у конференцију. Нека председник Милошевић погледа нацрт решења за Kосово и пратећа документа о променама устава Kосова, а САД ће са своје стране извршити одговарајући политички и сваки други притисак који им је на располагању да Албанци с Kосова прихвате овакво решење. Већ су добили начелни пристанак Ибрахима Ругове. Он жели да разговара са председником Милошевићем. Долази викенд, биће мање људи у бази, добра је прилика да у тајности поразговарају“ - пише у књизи Вујовић, уз опаску да му је Барли пожелео и „гоод луцк“, знајући да његов задатак нимало неће бити лак. „Ушао сам код Милошевића, предао му папире и све детаљно испричао. Милошевић је прочитао документ и љутито устао. Затим је снажно згужвао папире и гађао ме њима у главу. Никада нећу заборавити његове речи: ‘Је л’ се они то са мном зајебавају? Па шта они мисле ко сам ја, какво Kосово, то је унутрашње питање Србије, не долази у обзир! Реци тим твојим вашингтонским пријатељима да не долази у обзир да се са мном зајебавају! Јер ако се буду зајебавали, добиће добро зајебавање!’ Горан Милиновић је стајао као укопан. Ја сам се сагнуо, покупио папире, полако изашао из собе и отишао код Јовице. ‘Ево како сам прошао.’ ‘Могао сам и да претпоставим’, одговорио је замишљено. Наравно, морао сам да обавестим Барлија и да му пренесем поруку од Милошевића. Телефонирао сам му, па смо се опет састали на истом месту у конференцијској сали хотелу ‘Хоуп’. Вратио сам му оне изгужване папире. И дан-данас ми је жао што нисам направио копију, мада сам оно што сам прочитао добро запамтио. Милошевићеве речи сам мало преобликовао, рекавши да је председник Милошевић поручио да се пренесе америчкој страни која је донела документ, да је он дошао да решава кризу у БиХ у доброј вери и политичкој жељи да се то реши, а да је Kосово унутрашње питање Србије и да не долази у обзир да се оно ставља на дневни ред мировних разговара. Барли је узео папире и рекао: ‘У реду, Небојша, ја ћу да информишем америчку делегацију. Рећи ћу Холбруку и Хилу, они ме чекају. А они ће већ обавестити америчко руководство. Само, мислим, Небојша, да је ово пропуштање можда последње шансе да се ситуација на Kосову реши на уравнотежен, балансиран, опште прихватљив начин и да ће вероватно невоља тек да дође.’
По завршетку дипломатске каријере, до 2011. био је генерални директор „Hemofarm USA“ корпорације са седиштем у Вашингтону, тада највећим српским извозником у Америци. Након тога саветник председника немачке компаније „Stada“ из Франкфурта и партнер у њујоршкој адвокатској фирми „Lanza, Reich & Daniel”.